# VK3001(P)
VK3001(P)は、第二次世界大戦期にナチス・ドイツで試作された30t級戦車。フェルディナント・ポルシェ博士によって1940年から1941年にかけて試作され、(P)はポルシェ開発であることを意味し、ポルシェ タイプ100（Porsche Typ 100）としても知られている。

## 開発
新型の30t級重戦車は、最低でも7.5 cm KwK 37を主砲とし、可能であれば47口径10.5cm砲を搭載可能とすることが求められていた。1941年、ドイツ国防軍がT-34やKV-1といったソビエト連邦の重戦車と相対したことを受けて、主砲をより強力な8.8 cm KwK 36とする設計変更が行われた。ポルシェは砲塔を直接クルップに発注し、両者の共同開発により車体が完成した。砲塔の設計は1941年3月5日に完了した。砲塔は未完成のまま計画は中断され、この計画は45t級戦車VK4501(P)の開発に変更されることとなった。
駆動系には、当時一般的ではなかったガソリンエンジンで電動モーターを駆動するガス・エレクトリック方式を採用した。これはシュタイアが開発した2500回転で210馬力を発揮する10気筒のポルシェ タイプ100空冷ガソリンエンジンを2基搭載し、これにより発電機を稼働させ、モーターを駆動させるものであった。